# Jägermeister
Jägermeister (popularment abreujat Jäger) és un licor d'herbes amb un contingut alcohòlic del 35%. Es produeix i s'embotella a Wolfenbüttel a la Baixa Saxònia (Alemanya). La seva primera comercialització va ser al 1935 i a finals dels 90 va tenir major auge als EEUU. El consum recomanat d'aquest licor és sol, sense cap tipus de mescla encara que existeix una gran varietat de còctels a base de Jägermeister.

## Composició
Els ingredients del Jägermeister inclouen 56 herbes, fruites, arrels i escorces de cítrics. Algunes de les herbes són la lavanda, el coriandre, fonoll, la vainilla, la rosella i l'anís. També presenta espècias como el safrà, calamus, clau d'olor, canyella de Sri Lanka, cardamom, pebre, clau i gingebre. Com a exemples de fruites presents en aquest licor, es troben la taronja i els nabius. Els ingredients citats anteriorment són una petita part dels 56 components d'aquest licor, una alta gran part és desconeguda encara que existeixen suposicions. Aquesta part desconeguda es pot comparar amb la fórmula secreta de la Coca-Cola. Algunes d'aquestes suposicions són la borratja i la Gaultheria. Aquests ingredients es molen i després es submergeixen en una mescla d'alcohol i aigua (proporció 70%) per 2-3 dies. Després, aquesta barreja es filtra i s'emmagatzema en bótes de roure durant un any aproximadament. Quan ha passat un any, el licor es torna a filtrar, després es barreja amb sucre, caramel, alcohol i aigua. El resultat d'aquest procés és el producte acabat. Per obtenir la puresa desitjada, es realitza el tercer i últim filtrat. Aquest últim, consta de dos filtres, el primer gruixut i el segon fi. Es realitza aquesta filtració amb el objetiu de separar els pòsits sense perdre aroma i sabor. També és necessari el control al laboratori el qual és dut a terme per químics i tècnics d'aliments. Per acabar, el Jäger es embotellat. Cal destacar la realització d'un exhaustiu control de qualitat, per tant el procés de producció és considerat un art. És un esperit digestiu similar al d'altres amargs estomacals del centre d'Europa, com Gammel Dansk de Dinamarca, Unicum d'Hongria, i de Becherovka de la República Txeca. En contrast amb aquestes begudes, Jägermeister té un sabor més dolç. Contràriament al que es diu, aquest licor no conté sang d'uapití.
A la seva pàgina web i en la part posterior de l'ampolla, el productor recomana que Jägermeister es prengui fred i suggereix que es mantingui en un congelador a -18 °C.
El licor es pot prendre sol o amb gel i es pot beure junt amb suc de taronja o altres sucs, hi ha una varietat de receptes, com amb cacau, llet, o amb begudes energètiques com per exemple la combinació Jägerbomb.

## Comercialització
La recepta d'aquest licor és 1934, un any després el producte es va introduir en el mercat alemany.
Des de la dècada del 1970 Jägermeister s'exporta -ara a més de 80 països de tot el món. Entre els licors alemanys Jägermeister és el que té més èxit en el mercat exterior, fins al punt que té més vendes a l'exterior que no pas en el mercat local, tot i que també hi té molta acceptació. En la majoria de països Jägermeister arriba com un producte embotellat i acabat. Ara bé, existeixen quatre països on s'acaba el procés d'embotellament, per bé que la barreja de les 56 herbes es fa a la planta mare de Wolferbüttel, i fora només s'hi barreja l'alcohol, el sucre i l'aigua. D'aquesta manera, s'aconsegueix un producte uniforme per a tot el món.
És el licor més venut del món amb gairebé 90 milions d'ampolles el 2014. Quant a marques de licors Premium es troba en la vuitena posició. Els països més consumidors de Jägermeister són els EUA, Alemanya, Regne Unit i, a la quarta posició, Espanya que supera els tres milions d'ampolles en 2015.

## Productes i logotip de l'empresa
El logotip de Jägermeister es refereix a la llegenda de Sant Hubert i mostra el cap d'un cérvol amb una creu resplendent entre els esglaons de la seva cornamenta. Fins a la data actual San Hubert és considerat el patró dels caçadors. A l'etiqueta de l'ampolla es pot llegir el poema següent d'Oskar von Riesenthal (1830-1898):
Das ist des Jägers Ehrenschild,
daß er beschützt und hegt sein Wild,
weidmännisch jagt, wie sich’s gehört,
den Schöpfer im Geschöpfe ehrt.
Aquest és l'escut dels caçadors d'honor,
que protegeix i cuida el seu joc,
persegueix la caça, tal com es va sentir
honora el Creador en la seva creació.
Recentment, 2017, l'empresa va llançar un nou producte: Jägermeister Manifest. Es tracta d'una nova elaboració mitjançant l'optimització i remodelació de processos de maceració i envelliment gràcies als seus destil·ladors aconseguint un gust nou original. En aquest cas, l'ampolla de Manifest és transparent emfatitzant el color de coure fosc de l'licor.
Es tracta d'un producte súper-premium el qual, actualment (2020), es pot trobar en supermercats, però en l'any de la seva primera comercialització només es podia trobar (a Espanya) en establiments seleccionats de Madrid i Barcelona.

## Denominació
El terme "Jägermeister" (que vol dir mestre caçador) existeix com a professió des de fa segles. Va ser amb la Llei de Caça Imperial de 1934 que va introduir inspectors forestals i de caça. El 1935 va aparèixer el licor al mercat, i el nom sonava familiar. L'inventor del licor Jägermeister, Curt Mast, era un caçador entusiasta. És per això que el nom era obvi. Com que des del juliol de 1934, Hermann Goering es va convertir en Jägermeister del país, per tant, ell era el suprem "Jägermeister", el licor també s'anomenava a vegades "Göring-schnaps".

## Altres usos
Durant la II Guerra Mundial el Jägermeister va ser utilitzat amb diversas finalitats, com ara, anestèsic, analgèsic i desinfectant a falta de medicines en els fronts a les infermeries de campanya.
Un altre dels usos que se li va donar al llarg dels anys, ha estat un remei casolà, sent utilitzat com a trampa per mosques i vespes perque la seva aroma els atrau.
Per acabar, el seu peculiar sabor ha estat atraient per a la gastronomia d'alguns països i cultures.

## Conseqüències de l'èxit
Degut a l'èxit de les vendes del Jägermeister, la primera seu modesta de Wolfenbüttel es va traslladar al ara anomenat Carrer de Jägermeister, 7-15.
A més, el 2006, l'alcalde de Philadelphia (John F. Street) va declarar oficialment el 14 de novembre com el Dia del Jägermeister.

## Patrocini
Des de la dècada de 1970, la marca Jägermeister ha desenvolupat una associació amb l'automobilisme, i ha patrocinat diversos equips europeus com BMW i Porsche. Aquests equips han competit en diverses sèries de carreres importants, incloent la Fórmula 1 (March i EuroBrun), DRM (Max Moritz, Kremer, Zakspeed), DTM i el Grup C (Brun Motorsport).
El color taronaja de Jägermeister és un dels més comunament reconeguts en l'automobilisme. La Mosca, la marca espanyola de cotxes slot recentment ha tret cotxes model amb el disseny del distintiu. Més recentment, es va presentar el Racing Naylor NHRA Pro Stock Car, de nou amb el taronja característic.
Jägermeister està associat amb el futbol alemany, en especial amb la Bundesliga. El 1973, l'equip de Eintracht Braunschweig va ser el primer equip de futbol per posar el logotip d'un patrocinador a la samarreta, encara que va rebutjar un intent de canviar el nom en relació amb l'equip de "Eintracht Jägermeister". La mesura, molt polèmica en el seu moment, va suposar que el club rebia 100.000 marcs alemanys (51.130 €) i va introduir una nova forma de fer negocis al futbol. Altres clubs van seguir ràpidament aquesta manera de fer diners. Jägermeister ara mostra la publicitat en diversos estadis de futbol a Alemanya.
Jägermeister també va tenir una participació en el tennis de taula, quan va patrocinar un equip intern anomenat TTC Jägermeister Calw i va ser un dels patrocinadors personals de Dragutin Šurbek.
Als Estats Units, Jägermeister es va fer popular a través de la promoció intel·ligent de Sidney Frank i per associació amb el patrocini freqüents per les bandes de heavy metal com Metallica, Mötley Crüe, Pantera, Slayer. Jägermeister tour és el patrocinador del rock i l'ska nombroses grups com Bullet for My Valentine, entre d'altres.
Jägermeister també patrocina un elevat nombre de festivals icònics a Espanya com: Arenal Sound, Festival Internacional de Benicàssim, Cruïlla, Bilbao BBK Live Festival, Viña Rock i un llarg etcètera.
Jägermeister ha estat un patrocinador de la segona etapa al Festival de Rockstar Mayhem 2008-2010. Mayhem Fest és un festival de metal gran i modern que recorre els Estats Units i el Canadà. El 2008 apareix l'etapa de les bandes Machine Head, Airborne, Five Finger Death Punch i Walls of Jericho. El Mayhem Fest 2009 Jäger escenari apareix Trivium, All That Remains ai Déu no ho permeti. I ara el 2010 Mayhem gira amb les bandes de Hatebreed, Chimaira, Shadows Fall i Winds of Plague. Jägermeister també patrocina la segona etapa en el nou "Rockstar Energy Drink enrenou" tour amb la banda Hellyeah, Airborne, Déu vos salve, el dolent i la Nova Medicina.
El Jägermeister Music Tour, que és propietat de Sidney Frank Importing, és un esdeveniment que se celebra cada any a la primavera i la tardor.
A Austràlia, Jägermeister patrocina l'Llistes d'AIR, que són oficials d'Austràlia cartes de la música independent (a càrrec de l'australiana Discogràfiques Independents Associació).
El 2008, va llançar el seu Jägermeister propi podcast, anomenada "Jägercast".
Durant els anys 2010 fins a 2014 Jäger va crear un nou format de festa: Casa Jäger. Aquest esdeveniment va revolucionar el panorama a Madrid, Barcelona, València, Màlaga, Gijón iBilbao. La festa tenia una durada d'una nit a la qual hi havia una gran quantitat de sorpreses programades amb relació amb la beguda i la música. Noms com per exemple Crystal Fighters, Buzzcocks i The Parrots, entre altres són grups que han participat en aquest tipus d'esdeveniments.